# Saint-Julien-d’Intres
Saint-Julien-d’Intres ist eine französische Gemeinde mit 305 (Stand: 1. Januar 2022) im  Département Ardèche in der Verwaltungsregion Auvergne-Rhône-Alpes. Sie gehört zum Arrondissement Tournon-sur-Rhône und zum Kanton Haut-Eyrieux.
Sie entstand als Commune nouvelle durch ein Dekret vom 12. Dezember 2018 mit Wirkung vom 1. Januar 2019 durch die Zusammenlegung der bisherigen Gemeinden Intres und Saint-Julien-Boutières. Intres ist der Hauptort. Die eingemeindeten Ortschaften haben keinen Status einer Commune déléguée.

## Gemeindegliederung
| Ortsteil                   | ehemaliger INSEE-Code | Fläche (km²) | Einwohnerzahl (2016) |
| -------------------------- | --------------------- | ------------ | -------------------- |
| Intres (Verwaltungssitz)00 | 07103                 | 10,05        | 157                  |
| Saint-Julien-Boutières     | 07252                 | 11,12        | 186                  |

## Lage
Nachbargemeinden sind Mars im Nordwesten, Saint-Agrève im Nordosten, Saint-Jean-Roure im Osten, Saint-Martin-de-Valamas im Südosten, Chanéac im Süden, Lachapelle-sous-Chanéac und Saint-Clément im Südwesten und Les Vastres im Westen.

## Sehenswürdigkeiten

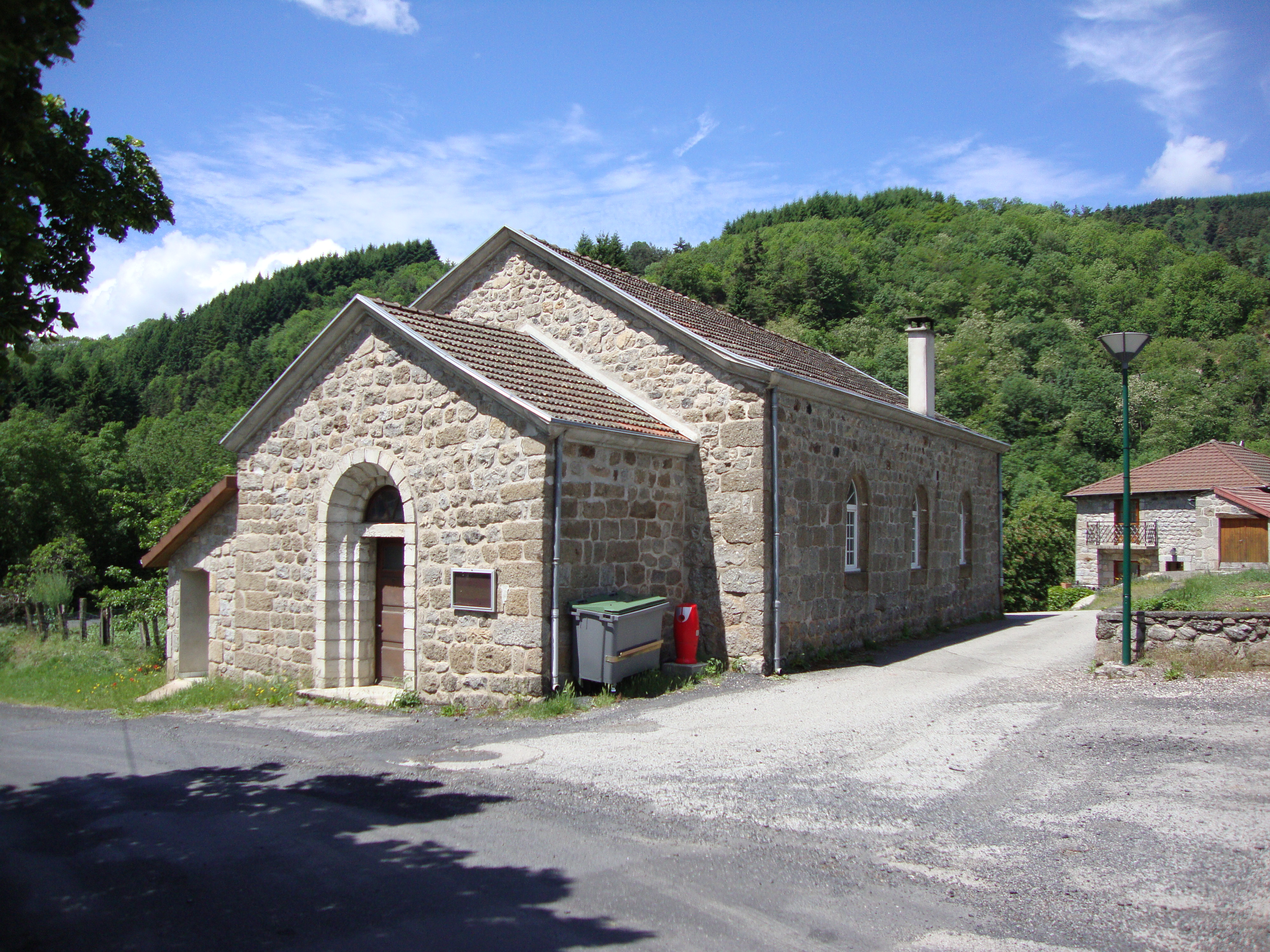
Protestantische Kirche im Ortsteil Intres